# Giffoni Valle Piana
Giffoni Valle Piana é uma comuna italiana da região da Campania, província de Salerno, com cerca de 10.982 habitantes. Estende-se por uma área de 87 km², tendo uma densidade populacional de 126 hab/km². Faz fronteira com Acerno, Calvanico, Giffoni Sei Casali, Montecorvino Pugliano, Montecorvino Rovella, Montella (AV), Pontecagnano Faiano, Salerno, San Cipriano Picentino, Serino (AV).
Eliseu Visconti nasceu em Giffoni Valle Piana, em 30 de julho de 1866.

## Demografia
| Variação demográfica do município entre 1861 e 2011                               |
|                                                                                   |
| Fonte: Istituto Nazionale di Statistica (ISTAT) - Elaboração gráfica da Wikipedia |